# 中瀬勲
中瀬 勲（なかせ いさお、1948年-　）は、日本の造園学者。農学博士。専門は造園学・景観計画、パークマネジメント、多自然居住地域のまちづくり、ランドスケープ計画・設計論。兵庫県立人と自然の博物館館長。兵庫県立大学名誉教授。
兵庫県立大学自然・環境科学研究所・兵庫県立大学大学院教授、緑環境景観マネジメント研究科長、兵庫県立淡路景観園芸学校校長、　兵庫県立丹波の森公苑公苑長
などを歴任。公益財団法人兵庫県園芸・公園協会 役員（財）丹波の森協会理事。(財)日本グランドワーク協会評議員、(財)兵庫県高齢者生活創造協会理事、NPO法人地域再生研究センターの副理事長、日本造園学会会長、　人間・植物関係学会副会長、環境情報科学センター評議員、日本都市計画学会学術研究発表（一般研究）論文審査部会　委員、日本農学会評議員など歴任。財務省独立行政法人評価委員会臨時委員、神戸市公園緑地審議会委員 兵庫県環境審議会、同都市計画地方審議会委員等とともに、鳴門海峡の渦潮世界遺産学術調査検討委員会委員長、阪神グリーンネット事務局長、農・都共生サミットこうべ代表等々、社会活動にも数多く参画。大阪府出身。

## 経歴
大阪府高規市の農家の長男として生まれる。
1970年大阪府立大学農学部農業工学科卒業　1972年大学院農学研究科修士課程修了（緑地計画工学）。久保貞教授に師事。大阪府立大学助手就任。
森林と渓流を遊び場としておっとりと育つも、機械やコンピューターに興味を持ちはじめ、府立大に入るとコンピューターのソフト開発に能力を発揮。やがて久保研究室のオン·ザ·ジョブ·トレーニングに応え、研究対象を拡大。
1976年からカリフォルニア大学客員研究員。1980年大阪府立大学講師、1986年同大学助教授。
1990年に兵庫県教育委員会事務局社会教育・文化財課主任指導主事及び県立自然系博物館設立準備室主任指導主事に転出するまで20有年余を久保の下で、観光レクリエーション、景観、緑地計画を始め多く手がけ、場の理論や記号行動論などコンピューターを使った解析で研究論文を、またUCB で影響を受けたガレット・エクボ、マイケル・ローリーらの翻訳書の刊行に参加、 その間九州大学で農学博士の学位を取得(1980)している。
1992年兵庫県立姫路工業大学自然・環境科学研究所教授。兵庫県立人と自然の博物館環境計画研究部長就任。
本籍は兵庫県立大学専門職大学院の教授で、同大学院緑環境景観マネジメント研究科長でもある。(併せて淡路景観園芸学校の
校長を兼務)要するに大学の先生である。 
しかしー方で、研究員 38名に及ぶ兵庫県立人と自然の博物館の副館長でもある。
「人と自然の博物館」(略称: ひとはく) は、中瀬が準備室スタッフとして立ち上げ育んできた広範な社会活動の拠点であるが、貝原俊民、井戸敏三の前、現2代の知事の類いまれな思想と構想力と、伊谷純一郎、加藤幹太、河合雅雄、岩槻邦男の4代にわたる一流の学者館長の見識と指導のもと、また県庁内各方面の長期ビジョン実現を目指す協働精神のお陰で、 我が国第一の開かれた博物館であり行動する博物館へと成長している。

## 受賞
1980年日本造園学会賞。2006年兵庫県科学賞。
2019年、日本造園学会賞上原敬二賞。

## 著書・論文
共訳著
- 景観計画：鹿島出版会，1977 年
- 子どものための遊び環境：鹿島出版会，1995 年

共著
- 山河計画『景』：思考社，1985 年
- 都市デザインの手法：学芸出版社，1990 年
- アメリカン・ランドスケープの思想　ランドスケープ・デザインを志す若人へのメッセージ：鹿島出版会，1991 年
- 環境をまもり育てる技術 ; 自治体・地域の環境戦略：ぎょうせい，1994 年
- 緑空間のユニバーサル・デザイン：鹿島出版会，1998 年
- 伝えよう 1・17 の教訓：神戸新聞総合出版センター，2005 年
- 地域を元気にする実践!コミュニティデザイン ：彰国社　2013年

共編著
- もり・人・まちづくり：学芸出版社，1993 年
- みどりのコミュニティデザイン：学芸出版社，2002 年
- 地域創造へのアプローチ：IBC コーポレーション，2003 年